# HTM Personenvervoer
Pour les articles homonymes, voir HTM.

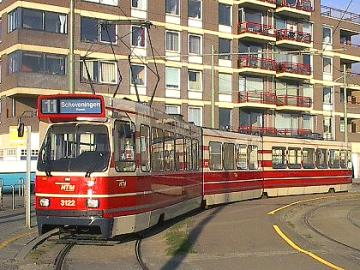
Tram de type GTL (tram) à La Haye.

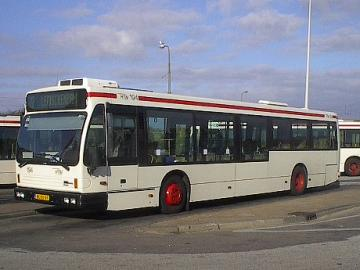
Bus de type « Alliance » à La Haye.

HTM Personenvervoer NV, abrégé HTM (de Haagsche Tramweg-Maatschappij, « société de tramway de La Haye » en néerlandais), est une entreprise de transport en commun urbain, principalement dans la région urbaine de La Haye, exploitée sous contrôle de la communauté urbaine de La Haye, nommée « Stadsgewest Haaglanden », le service régional étant assuré par Veolia Transport, Arriva (filiale de Deutsche Bahn, les chemins de fer allemands) et la RET, l'entreprise de transport en commun de la région urbaine de Rotterdam.
Elle exploite aussi certains lignes d'autobus sur l'aéroport d'Amsterdam-Schiphol entre les différents parkings de l'aéroport et l'aérogare et, depuis 2006, deux lignes de trams-trains entre La Haye et Zoetermeer, ayant un tronçon commun avec le métro de Rotterdam de la RET entre les arrêts/stations de Laan van Nieuw Oost-Indië et Leidschenveen (voir ci-dessous).

## Histoire
En 1887 est créée la Haagsche Tramweg-Maatschappij (Compagnie des tramways de La Haye).
En 1927 la HTM, jusque là une entreprise privée, passe pour une bonne partie dans les mains de la municipalité. Elle est renommée "Naamloze Vennootschap Gemengd Bedrijf Haagsche Tramweg-Maatschappij" (GBHTM, Société Anonyme mixte des tramways de La Haye).
En 2002 le nom est devenu « HTM Personenvervoer N.V. », les lettres HTM ont perdu leur signification.
HTM Personenvervoer NV est détenue à 67 % par la commune de La Haye et à 33 % par NV Haagsche Buurtspoorwegen (l'ex HTM). NV Haagsche Buurtspoorwegen est depuis en totalité la propriété de la municipalité.
Actuellement la HTM exploite 12 lignes de trams, 2 lignes de trams-trains sous le nom de RandstadRail, 8 lignes de bus et 5 lignes de bus nocturnes pendant les nuits de jeudi/vendredi, vendredi/samedi et samedi/dimanche) à La Haye, Rijswijk, Leidschendam-Voorburg Delft, Wateringen et Zoetermeer. En 2010 l'entreprise a pour cela 144 trams, 200 bus et 71 trams-trains.
En 2001 la HTM a pris contrôle des transports urbains de Dordrecht. Cela a duré jusqu'au 1er janvier 2007, quand la société Arriva a repris le relais. HTM, avec Novio (transport urbains de la région de Nimègue, a créé Stadsvervoer Nederland pour se diversifier vers les zones rurales pour plus tard revendre ses parts. SVN est maintenant la propriété de Novio et Volkers Wessels . En 2001, HTM est l'une des cinq entreprises associées dans la coentreprise Trans Link Systems, créée pour mettre en place la OV-chipkaart.
Depuis le 29 octobre 2006 la HTM exploite le trajet La Haye - Zoetermeer de RandstadRail (RR). Les premiers mois d'exploitation ont montré des défauts de jeunesse : usure des rails et le déraillement d'un tram-train et une rame de métro de la RET dû à des problèmes de roues et d'aiguillages. La ligne a été jugée satisfaisante après une inspection, mais c'est seulement en octobre 2007 que le tronçon entre la gare centrale de la Haye et Zoetermeer/Rotterdam a été mis en service.
À partir du 9 décembre 2012, le réseau bus sera exploité par HTMBUzz, une société de transport en commun mutuelle de HTM Personenvervoer et Qbuzz, une société de transports en commun déjà active dans les provinces de Groningue, de la Drenthe, le sud-est de la Frise et la région de Rotterdam et de Zoetermeer.
Le 13 mars 2013 les directions de HTM et des NS (les chemins de fer néerlandais) ont annoncé la vente de 49 % des actions de la HTM par la municipalité de La Haye aux NS.

## Matériel
La majorité des trams du réseau de La Haye étaient du type GTL-8 (Gelede Tram Lang, acht-assig = Tram Articulé Long à huit essieux), un tram articulé des années 1970, en service depuis 1981 et produit spécialement pour HTM par la Brugeoise et Nivelles à Bruges (Belgique), maintenant Bombardier. Ces voitures, successeurs du fameux Tramway PCC, sont divisées en deux séries: 3001 - 3100 et 3101 - 3148. Les voitures de la deuxième série sont plus longues de 40 cm. Des trams dérivés du GTL-8 sont actuellement en service à Amsterdam. Il s'agit de trams du type 11G (bidirectionnel) et 12G (unidirectionnel) avec des caisses surbaissées au milieu.
HTM a possédé également quelques trams du type TW6000 achetés d'occasion à Hanovre et qui ont servi uniquement sur la ligne 11, mais ne sont plus utilisés, un de ces trams ayant assuré la liaison NS Houten – Houten Castellum. Ils ont été vendus en été 2005 à la société de transports en commun de Bucarest (Roumanie), sauf celui ayant assuré la liaison ferroviaire mentionnée; cet exemplaire a été démoli aux Pays-Bas en automne 2009.
En novembre 2011, HTM a passé une commande pour une quarantaine de nouveaux trams du type Siemens Avenio, le successeur du Combino, dont la livraison était attendue à partir de février 2014. Actuellement, ces tramways remplacent depuis 2015 une partie des tramways GTL les plus anciens. La HTM a opté pour 20 tramways supplémentaires de ce type lors de la commande. Et le 24 août 2017, pour encore 10 de ces tramways.
Les trams-trains utilisés sur la ligne de chemin de fer entre Gouda et Alphen a/d. Rijn du type A32 de Bombardier appartenaient également à la HTM, mais ont terminé leur service en décembre 2009 et ont été remplacés par des rames automotrices des NS du type SGM (Sprinter) ou SLT (Sprinter Light-Train). Elles ont été vendues au réseau de Stockholm.
Pour les deux lignes de RandstadRail, HTM utilise actuellement les  trams-trains du type RegioCitadis d'Alstom. La livraison est divisée en deux lots : 4001 - 4054 et 4055 - 4072. Le premier lot a été livré à La Haye entre fin février 2006 et avril 2007 et a été construit par la succursale allemande d'Alstom à Salzgitter (l'ancienne usine de Linke-Hofmann-Busch). Le deuxième lot a été livré en 2011 par le site français de Reichshoffen (ancienne usine de De Dietrich Ferroviaire). Sur ce site, les caisses des voitures ont été construites, et on y a réalisé le montage  des bogies et autres pièces, fabriquées à Salzgitter et chez les fournisseurs. Le deuxième lot n'est pas muni d'attelages automatiques Scharfenberg. La troisième ligne de RandstadRail est exploitée par la RET de Rotterdam avec du matériel Bombardier du type RSG3.
Pour les lignes de bus urbains, HTM utilise des bus à plancher plat du type MAN Lion's City roulant au gaz naturel. À partir du 9 décembre 2018, la ligne 28 est la première ligne de bus urbain aux Pays-Bas utilisant des autobus électriques, du type Citea SLF-120 électrique, construits par VDL Bus & Coach. Ces bus sont munis d'un pantographe sur le toit, permettant une recharge complémentaire à chaque arrivée au terminus de La Haye Zuiderstrand. En plus, ils sont rechargés complètement la nuit au dépôt. De cette façon, ces bus ont assez d'autonomie pour être utilisés toute la journée. Du fait que ces bus sont très silencieux, ils sont munis d’une sonnette électrique de tramway pour, en particulier, avertir les piétons et les cyclistes.

## Réseaux

### Lignes de tramway/tram-train (situation au 9 décembre 2018)
- 1 : Schéveningue-Nord - Delft Tanthof, exploitée avec GTL-8 (études de possibilités de prolongation/interconnexion avec la ligne 24 de la RET à Rotterdam en cours, les deux terminus actuels étant distants de 5 km seulement);
- 1K: Scheveningen Noord- Station Holland spoor (heures de pointe seulement)
- RR 2 : La Haye Kraayenstein - Leidschendam, exploitée avec Avenio & trams-trains du type RegioCitadis et GTL-8
- RR 2K: La Haye kraayenstein- station Laan Van NOI (exploitée avec GTL-8, heures de pointe seulement)
- RR 3 : La Haye Loosduinen - Zoetermeer Centrum (trams-trains);
- RR 3K : La Haye De Savornin Lohmanplein - La Haye-Centrale (trams-trains, heures de pointe seulement);
- RR 4 : La Haye De Uithof - Zoetermeer Javalaan (trams-trains; prolongation prévue au printemps 2019 vers la gare de Lansingerland-Zoetermeer pour interconnexion avec la ligne ferroviaire La Haye - Utrecht);
- RR 4K : La Haye Monstersestraat (rue de Monster) - Zoetermeer Javalaan (trams-trains; heures de pointe seulement en unités doubles);
- RR E : La Haye-Central - Rotterdam Slinge, métro exploité par la RET) ;
- 6 : La Haye Leyenburg - Leidschendam Noord, GTL-8;
- 9 : Schéveningue-Nord - La Haye Vrederust, Avenio;
- 11 : Gare La Haye Hollands Spoor - Scheveningen Haven, Avenio;
- 12 : Gare La Haye Hollands Spoor - La Haye Duindorp, GTL-8;
- 15 : La Haye-Central - Nootdorp, Avenio;
- 17 : La Haye-Central (Den Haag CS) - Wateringen, Avenio;
- 16 : La Haye-Statenkwartier - Wateringen, GTL-8;
- 19 : Leidschendam Leidschenhage - Delft Technopolis Innovation Park (terminus temporaire à Delft Gare en attendant la rénovation du pont Sébastien (Sebastiaansbrug) à Delft ; études de possibilité de prolongation vers l'aéroport de Rotterdam/La Haye (Rotterdam/The Hague Airport) à Rotterdam en cours).

### Lignes d'autobus (situation au 9 décembre 2018)
- 21 : Schéveningue-Noord - La Haye Vrederust
- 22 : La Haye Duindorp - Rijswijk Gare ou Rijwijk De Schilp via La Haye Centrale;
- 23 : Schéveningue-Nord - La Haye Colijnplein et prolongation vers La Haye Kijkduin pendant la saison balnéaire (ligne circulaire);
- 24 : La Haye Gare Mariahoeve - La Haye Kijkduin;
- 25 : La Haye Grote Markt - La Haye Vrederust;
- 26 : Voorburg Station/Gare - La Haye Gare Hollands Spoor - Den Haag/La Haye Kijkduin (Le soir et weekend, service limité au trajet La Haye Gare Hollands Spoor et Den Haag/La Haye Kijkduin;
- 28 : Voorburg Station/Gare - La Haye Centrale - La Haye Zuiderstrand (Le soir et weekend, service limité au trajet La Haye Centrale - La Haye Zuiderstrand; bus électrique).

### Lignes de bus nocturne (HTM Nachnet; situation au 9 décembre 2018)
- N1 : La Haye Centre Ville Buitenhof -La Haye Mariahoeve & Scheveningen ;
- N2 : La Haye Centre Ville Buitenhof - Voorburg, Leidschendam, Voorschoten & Wassenaar ;
- N3 : La Haye Centre Ville Buitenhof - Loosduinen & Kraayenstein ;
- N4 : La Haye Centre Ville Buitenhof - Wateringen & Rijswijk ;
- N5 : La Haye Centre Ville Buitenhof - La Haye Ypenburg, Nootdorp & Delft;
- N6 : La Haye Centre Ville Buitenhof - La Haye Centrale, La Haye Leidschenveen, Zoetermeer Centre & Zoetermeer Oosterheem;

Ces lignes, circulaires, sont uniquement en service les nuits du vendredi au samedi et du samedi au dimanche.

### Source
- (nl) Cet article est partiellement ou en totalité issu de l’article de Wikipédia en néerlandais intitulé « HTM Personenvervoer » (voir la liste des auteurs).